# Soterosanthus
Soterosanthus é um género botânico pertencente à família das orquídeas (Orchidaceae).